# Viola perinensis
Viola perinensis är en violväxtart som beskrevs av Wilhelm Becker. Viola perinensis ingår i släktet violer, och familjen violväxter. Inga underarter finns listade i Catalogue of Life.